# Alexis Decomberousse
Alexis Barbe Benoît Decomberousse (Vienne, 13 gennaio 1793 – Parigi, 22 novembre 1862) è stato un drammaturgo e librettista francese.

## Biografia
Compiuti gli studi di Diritto a Parigi, fu accolto come avvocato alla Cour royale nel 1818.
Le sue pièces furono rappresentate sui più grandi palcoscenici parigini quali: Théâtre de l'Ambigu, Théâtre du Palais-Royal, Théâtre des Variétés, Théâtre du Gymnase, Théâtre de la Gaîté-Montparnasse, Théâtre de la Porte Saint-Martin.

## Opere
- 1825: Le Cocher de fiacre, melodramma in 3 atti, con Benjamin Antier;
- 1826: Le Pauvre de l'Hôtel-Dieu, melodramma in 3 atti, con Antier;
- 1826: Le Prisonnier amateur, commedia, con Armand d'Artois, Ferdinand Laloue e Frédérick Lemaître;
- 1826: Le Vieil Artiste, ou la Séduction, melodramma in 3 atti, con Frédérick Lemaître;
- 1829: Le Fou, dramma in 3 atti, con Antony Béraud e Gustave Drouineau;
- 1829: La Maîtresse, commedia-vaudeville in 2 atti, con Hippolyte Le Roux e Merville;
- 1830: Le Fils de Louison, melodramma in 3 atti, con Antier;
- 1831: L'incendiaire ou la cure et l'archevêché, dramma in 3 atti, con Antier;
- 1831: Joachim Murat, dramma storico in 4 atti e 9 quadri, con Antier e Théodore Nézel;
- 1831: Les Jumeaux de La Réole, ou les Frères Faucher, dramma in 3 atti e 7 quadri, con Michel-Nicolas Balisson de Rougemont;
- 1832: L'Abolition de la peine de mort, dramma in 3 atti e in 6 quadri, con Antier e J.-S. Raffard-Brienne;
- 1832: Une bonne fortune, commedia vaudeville in 1 atto, con Jean-François Bayard;
- 1832: La Fille du soldat, commedia-vaudeville in 2 atti, con Jacques-François Ancelot;
- 1832: La Nuit d'avant, vaudeville in 2 atti, con Ancelot;
- 1832: Le Serrurier, commedia in 1 atto e in vaudevilles, con Bayard;
- 1833: Aimer et mourir, dramma in 3 atti con Antier;
- 1833: Madame d'Egmont ou Sont-elles deux?, commedia in 3 atti, con Ancelot;
- 1833: L'Aspirant de marine, opéra-comique in 2 atti, con Edmond Rochefort;
- 1833: La consigne, commedia-vaudeville in 1 atto, con Ancelot;
- 1833: Louis XI in goguettes, vaudeville in 1 atto, con Fulgence de Bury;
- 1833: La Salle de bains, vaudeville in 2 atti, con Antier;
- 1833: Les Suites d'une séparation, commedia-vaudeville in 1 atto, con Paul Duport;
- 1834: Fretillon ou La bonne fille, vaudeville in 5 atti, con Bayard;
- 1834: Salvoisy ou L'amoureux de la Reine, con Balisson de Rougemont e Eugène Scribe;
- 1834: Le Capitaine de vaisseau ou La salamandre, preceduto da La carotte d'or, prologo, vaudeville nautico in 2 atti, con Antier e Mélesville;
- 1834: L'Ami Grandet, commedia in 3 atti, con Ancelot;
- 1834: Le Dernier de la famille, commedia-vaudeville in 1 atto, con Ancelot;
- 1834: Le Domino rose, commedia-vaudeville-anecdote in 2 atti, con Ancelot;
- 1834: Un secret de famille, dramma in 4 atti, con Ancelot;
- 1834: Les Tours de Notre-Dame, aneddoto del tempo di Carlo VII, con Antier;
- 1835: Le Père Goriot, dramma-vaudeville in 3 atti, adattamento da Honoré de Balzac con Ernest Jaime e Emmanuel Théaulon;
- 1835: L'Autorité dans l'embarras, commedia-vaudeville in 1 atto, con Jaime;
- 1835: La Fille mal élevée, commedia-vaudeville in 2 atti, con Jean-Baptiste-Rose-Bonaventure Violet d'Épagny;
- 1835: Le Violon de l'opéra, commedia-vaudeville in 1 atto, con Augustin Théodore de Lauzanne de Vauroussel;
- 1835: Les Deux Nourrices, vaudeville in 1 atto, con Bayard;
- 1835: Le Tapissier, commedia in 3 atti, con Ancelot;
- 1836: Avis aux coquettes, ou L'amant singulier, commedia-vaudeville in 2 atti, con Eugène Scribe;
- 1836: Le Colleur, commedia-vaudeville in 1 atto, con Antier;
- 1836: La Liste des notables, commedia in 2 atti, con Charles Dupeuty;
- 1836: La Reine d'un jour, cronaca moresca in 2 atti, con Antier;
- 1837: La Comtesse du Tonneau, ou Les deux cousines;
- 1837: Vive le galop!, folie-vaudeville in un atto, con Cogniard frères e Lubize;
- 1837: Vouloir, c'est pouvoir, commedia in 2 atti, con Ancelot;
- 1838: Le Serment de collège, commedia in 1 atto;
- 1838: Un frère de quinze ans, commedia-vaudeville in 1 atto, con Achille d'Artois;
- 1838: Le Tireur de cartes, vaudeville in 1 atto, con Eugène Roche;
- 1839: Le marché de Saint-Pierre, melodramma in 5 atti, con Antier;
- 1839: Le Cheval de Crequi, commedia in 2 atti e 3 parti;
- 1839: Les Maris vengés, commedia-vaudeville in 5 atti, con Étienne Arago e Eugène Roche;
- 1840: La Grisette de Bordeaux, vaudeville in un atto;
- 1840: L'Honneur d'une femme, dramma in 3 atti, con Antier;
- 1840: Une journée chez Mazarin, commedia in 1 atto, con de Bury e Théodore Muret;
- 1841: Van Bruck, rentier, commedia-vaudeville in 2 atti, con Narcisse Fournier;
- 1842: Les Filets de Saint-Cloud, dramma in 5 atti, con Antier;
- 1843: Touboulic le cruel, vaudeville in un atto, con Ancelot;
- 1844: La Polka in Province, folie-vaudeville in 1 atto, con Jules Cordier;
- 1844: La Sainte-Cécile, opéra-comique in 3 atti, con Ancelot;
- 1844: Un mystère, commedia in 2 atti, con Ancelot;
- 1846: Juanita ou Volte-face, commedia-vaudeville in 2 atti, con Bayard;
- 1846: La Carotte d'or, commedia-vaudeville in 1 atto, con Antier e Mélesville;
- 1846: L'Homme qui se cherche, commedia-vaudeville in un atto, con Eugène Roche;
- 1847: Le chapeau gris, ou Les obstacles,  commedia vaudeville in un atto, con Édouard Brisebarre;
- 1847: La Vapeur d'éther ou sans douleur!, vaudeville in 1 atto, con Hippolyte Lefebvre;
- 1850: Un amant qui ne veut pas être heureux, vaudeville in 1 atto, con Lubize;
- 1851: Les Trois Coups de pied, commedia-vaudeville in 2 atti, con Lockroy;
- 1864: Théâtre de Alexis de Comberousse, préface de Jules Janin, 3 vol.;